# Zara Steiner
Zara Steiner (Nova Iorque, 6 de novembro de 1928 - Cambridge, 13 Fevereiro 2020) foi uma historiadora com foco nas relações internacionais na Europa durante as duas Guerras Mundiais. Foi membro da Academia Britânica, e a única mulher a escrever para a série Oxford History of Modern Europe.

## Biografia

### Vida pessoal
Nasceu em 6 de novembro de 1928, na cidade de Nova Iorque, como Zara Alice Shakow, filha de Frances nee Price e Joseph Shakow. Graduou-se em História na Swarthmore College em 1948; concluiu seu mestrado em História na Universidade de Oxford; e obteve o doutorado pela Universidade Harvard, em 1957. Casou-se em 1955 com George Steiner, com quem teve dois filhos, David e Deborah. Moraram em Princeton por um tempo, depois em Innsbruck, e se estabeleceram na cidade de Cambridge em 1961. Faleceu em sua casa em Cambridge, no dia 13 Fevereiro 2020, devido a pneumonia.

### Carreira
Em 1969, publicou sua primeira grande obra The Foreign Office and Foreign Policy, 1898-1914 (em português: O Ministério das Relações Exteriores e a Política Externa, 1898-1914), que expõe as relações diplomáticas da origem da Primeira Guerra Mundial, foi considerado como pioneiro, tanto na história institucional quanto na política externa da diplomacia britânica pré-guerra. Escreveu dois volumes da Oxford History of Modern Europe, sobre relações internacionais; Steiner foi a única mulher a escrever para essa série. Em 1968 ingressou como membro da New Hall, uma faculdade feminina dentro da Universidade de Cambridge, atuando como tutora; e se tornou presidente interina da faculdade entre 1995 e 1996. Em 2007, foi eleita membro da Academia Britânica.

## Obras
- 1969 - The Foreign Office and Foreign Policy, 1898-1914.[1]
- 1977 - Britain and the Origins of the First World War.[1]
- 1982 - The Times Survey of Foreign Ministries of the World (editora).[1]
- Oxford History of Modern Europe (2 volumes):[1]
  - 2005 - The Lights That Failed.[1]
  - 2011 - The Triumph of the Dark.[1]